# Посёлок Хлюпинского лесничества
Хлюпинского лесничества — посёлок сельского типа в составе сельского поселения Захаровское Одинцовского района Московской области. Население — 69 чел. (2010). До 2006 года посёлок входил в состав Захаровского сельского округа. По переписи 1989 года в посёлке значилось 28 хозяйств и 69 жителей.
Расположен в 25 км от административного центра района, города Одинцово, на внешней стороне малого Московского кольца. На другой стороне шоссе — деревня Хлюпино, высота центра над уровнем моря 189 м.

## Население
| 2002 | 2006 | 2010 |
| ---- | ---- | ---- |
| 47   | →47  | ↗69  |